# Themis Regio (quadrangle)

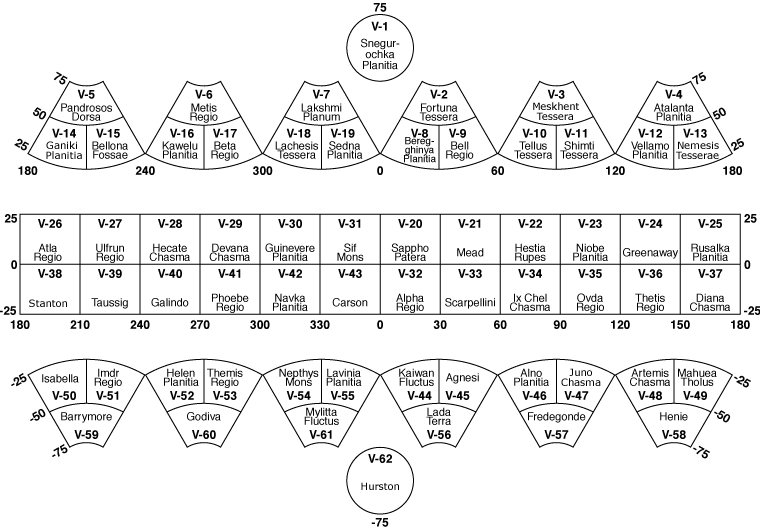
Quadrangles op Venus op schaal 1 : 5.000.000

Themis Regio (V–53; breedtegraad 25°–50° S, lengtegraad 270°–300° E) is een quadrangle op de planeet Venus. Het is een van de 62 quadrangles op schaal 1 : 5.000.000. Het quadrangle werd genoemd naar de gelijknamige regio die op zijn beurt is genoemd naar Themis, een Titanide uit de Griekse mythologie.

## Geologische structuren in Themis Regio
Chasmata
- Parga Chasmata

Coronae
- Ama Corona
- Anjea Corona
- Bibi-Patma Corona
- Durga Corona
- Erigone Corona
- Gertjon Corona
- Hutash Corona
- Ikas Coronae
- Latta Corona
- Lilwani Corona
- Navolga Corona
- Nzambi Corona
- Obiemi Corona
- Orbona Corona
- Partula Corona
- Parvati Corona
- Rigatona Corona
- Santa Corona
- Semiramus Corona
- Shiwanokia Corona
- Shulamite Corona
- Tacoma Corona
- Tamiyo Corona
- Ukemochi Corona
- Xmukane Corona
- Zywie Corona

Inslagkraters
- Abington
- Aksentyeva
- Bernadette
- Elza
- Jocelyn
- Kenny
- Kitna
- Koinyt
- Maret
- Nastya
- Peck
- Sabin

Montes
- Abeona Mons
- Chloris Mons
- Mertseger Mons
- Mielikki Mons
- Siduri Mons
- Ts'an Nu Mons

Regiones
- Themis Regio

Tholi
- Angerona Tholus
- Justitia Tholus
- Kwannon Tholus
- Meiboia Tholus
- Rohina Tholus

Valles
- Sinann Vallis